# كوكاتو النخيل
كُوْكَاتُو النَّخِيْلِ أو بَبَّغَاءُ النَّخِيْلِ (بالإنجليزية: Palm Cockatoo)‏ يُعرف أيضًا بِبَبَّغَاءِ جَالُوت (بالإنجليزية:  Goliath)‏؛ هو نوع من الببغاوات يتبع فصيلة كوكاتو، يبلغُ طوله من 55-60 سم، ووزنه 910-1200 غرام، اكتشف العالم الألماني يوهان غملين هذا الببغاء عام 1788، يُوجد الببغاء في الغابات المطيرة والأراضي الحرجية في أندونيسيا وبابوا غينيا الجديدة وأقصى شمال كوينزلاند في أستراليا.